# Provincia di Ouaddaï
La provincia di Ouaddaï o Ouadaï, in italiano Uadai (AFI: [waˈdai]), è una delle province del Ciad. Il capoluogo è Abéché.
Si trova nella parte sudorientale del paese, al confine con il Sudan (in particolare, con il Darfur). Nel 2008 parte della regione è stata staccata per la creazione della nuova regione del Sila.

## Suddivisioni amministrative
La provincia è divisa nei seguenti dipartimenti:
| Dipartimento      | Capoluogo  | Sottoprefetture                                                 |
| ----------------- | ---------- | --------------------------------------------------------------- |
| Abougoudam        | Abougoudam | Abougoudam, Marchoud, Abkhouta                                  |
| Assoungha         | Adré       | Adré, Borota, Hadjer Hadid, Mabrone, Molou, Tourane             |
| Djourouf Al Ahmar | Am Dam     | Am Dam, Magrane, Haouich                                        |
| Ouara             | Abéché     | Abéché, Abougoudam, Amleyouna, Bourtaïl, Chokoyan, Gurry, Marfa |